# شاهد

شاهدی در جلسه استماع واشینگتن دی سی،۲۷اکتبر

شاهد کسی است که دربارهٔ یک موضوع اطلاعات دارد. در حقوق، شاهد کسی است که داوطلبانه یا تحت فشار، مدارک توصیفی، چه شفاهی و چه کتبی، دربارهٔ آنچه که می‌داند یا ادعا می‌کند که می‌داند، ارائه می‌دهد. شاهد عینی شخصی است که اطلاعات خود را از طریق حواس به دست می‌آورد (مثلاً حواس بینایی، شنوایی، بویایی، لامسه). این درک ممکن است فقط حسی و بدون کمک ابزار یا با کمک ابزاری مانند میکروسکوپ یا گوشی پزشکی باشد.